# Konečný řád
Konečný řád (anglicky Final Order) neboli Sithská flotila (Sith Fleet), Sithská říše (Sith Empire), Sithská armada apod. je tajný sithský kult a současně stát ve fiktivním filmovém světě Star Wars, který se má nacházet na polozapomenuté planetě Exegol. Vzniká krátce před bitvou o Exegol v roce 35 ABY, tj. ve chvíli, kdy je objeven tamní sithský kult. První řád je nahrazen Konečným řádem skrze zjištění, že doposud neznámý kult není veden nikým jiným nežli vzkříšeným císařem Palpatinem (Darth Sidiousem). Dokázal ze zbytků impéria vytvořit Konečný řád a shromáždit na Exegolu pozoruhodnou flotilu hvězdných destruktorů, také stvořil vůdce Snoka a prostřednictvím něj ovládat První řád. Konečný řád zaniká v následující bitvě o Exegol téhož roku, kdy je Odbojem poražen s pomocí velké občanské flotily a císař umírá podruhé.

## Rozdíly mezi Prvním a Konečným řádem
Zprvu byl nejvyšším vůdcem Prvního řádu jistý Snoke, který dovedl ovládat temnou stranu, ve skutečnosti byl bytostí vytvořenou Palpatinem (Darth Sidiousem) na Exegolu jako jeho zástupce. Oba řády tak byly ovládány Palpatinem, ovšem mezi oběma byly jisté rozdíly. Palpatine chápal Konečný řád jako lepší a čistší verzi Prvního řádu. Přestože První řád vzhlížel k zaniklému Impériu a usiloval o obnovu imperiální moci nad galaxií, jeho cílem nebylo galaxii vládnout a byl značně ideově vzdálen řádu Sithů, kteří stáli za zrodem Impéria. Na vině bylo patrně předchozí utajení Sithů v Impériu a pouze hrstka stoupenců Impéria mohla plně chápat sithské posadí u svého vedení, císaře a Darth Vadera. 
Zatímco u Impéria byli uživateli temné strany Sithové a později také inkvizitoři, válečníky temné strany u Prvního řádu byli rytíři Renu, kteří měli oproti Sithům odlišnou filozofii. Pánové ze Sithu vládli temné straně a snažili si podrobit galaxii, naproti tomu rytíři Renu sloužili temné straně jako božstvu skrze vraždění a drancování kdekoli napříč galaxií. Když Snoke poté padl, nahradil ho Kylo Ren, mistr rytířů Renu. Rozdíl byl také u stormtrooperů. U Prvního řádu byli od narození pečlivě cvičeni a indoktrinováni, kdežto vojáci Konečného řádu byli od mala vychováváni v temném světě Sithů na Exegolu a vymývání mozku bylo o to intenzivnější.
Prvotní reakce Prvního řádu na objevení sithské přítomnosti na Exegolu byla rozpačitá, protože První řád choval pro Sithy pramálo porozumění. Naproti tomu Konečný řád je ryze sithský režim zcela loajální Darth Sidiousovi. Veteránští vůdci bývalého Impéria jako Enric Pryde okamžitě odpřisáhli věrnost vzkříšenému císaři. Také rytíři Renu se pod vlivem vlastního učení přiklonili k Darth Sidiousovi, protože v něm spatřovali ztělesnění temné strany. Krátce před bitvou o Exegol je První řád začleněn do Konečného řádu. První řád tak uvolnil své místo ještě hrozivějšímu řádu.

## Kontroverze
Přestože se zázračným vzkříšením mrtvého Palpatina a obnovením Impéria zabývali někteří pozdější autoři beletristických děl (tvůrci tzv. nekanonických legend), tento krok byl v případě scenáristů třetí filmové trilogie kritizován mnohými fanoušky jako nevhodný zásah do děje a světa Star Wars, popírající jak jeho původní trilogii, tak neobratně završující trilogii novou. Konečný řád přichází nečekaně na scénu teprve až v samém závěru třetího dílu trilogie, a to za účelem jí zdárně zakončit bez ohledu na předchozí děj a vývoj postav. Do té doby se o existenci Palpatina a sithského kultu neví, byť disponují obrovskou armádou.